# Латогуз Іван Кіндратович
Іван Кіндратович Латогуз (8 жовтня 1938 року, с. Велика Дорога, Ніжинського району Чернігівської області, УРСР, СРСР — 6 листопада 2006 року, Харків, Україна) — український лікар, терапевт, педагог, викладач. Доктор медичних наук (1985), професор (1990). Заслужений діяч науки і техніки України (1998). Представник наукової терапевтичної школи академіка Малої Любові Трохимівни.

## Життєпис
Закінчив середню школу в 1953 році. У 1957 році — з відзнакою Чернігівське медичне училище, у 1963 році — з відзнакою Харківський медичний інститут. З 1963 по 1964 рік навчався в клінічній ординатурі, з 1964 по 1966 рік — в аспірантурі на кафедрі шпитальної терапії Харківського медичного інституту (ХМІ). З 1968 по 1977 рік працював ассистентом, з червня 1977 по лютий 1986 року — доцентом кафедри. У 1967 році під керівництвом академіка Малої Л. Т. захистив кандидатську дисертацію «Обмен калия и натрия и транскардиальный калий-електрофорез при атеросклерозе венечных артерий (клинико-экспериментальное исследование)». Учене звання доцента присвоєно в 1979 році. Докторську дисертацію «Нарушение ритма сердца и проводимости в остром периоде инфаркта миокарда (механизмы развития и патогенетическая терапия)» захистив у 1985 році. Учене звання професора присвоєно у 1990 році.
З 1988 року очолював кафедру внутрішніх хвороб, лікувальної фізкультури та спортивної медицини Харківського державного медичного університету (ХДМУ).
На базі кафедри і дорожньої клінічної лікарні під керівництвом І. К. Латогуза створені і функціонують 2 науково-практичних центри з діагностики, профілактики та лікування дифузних захворювань сполучної тканини, патологічного клімаксу та клімактеричної кардіоміопатії. Організовано функціонально-діагностичний центр з впровадженням сучасних засобів обстеження, а також відділення нетрадиційних методів лікування (квантова магнітно-резонансна, ультразвукова, лазерна терапія, ультрафіолетове опромінювання крові, кріоакупунктура, краніо-церебральна гіпотермія, плазмаферез та ін.)
Консультував хворих в усіх відділеннях дорожньої клінічної лікарні, у поліклініках, а також інших лікувальних закладах Південної залізниці, читав лекції для лікарів, виступав з доповідями на засіданнях Харківського медичного товариства.
Член президії Української спілки терапевтів, Республіканської спілки кардіологів України, член спеціалізованої ради по захисту кандидатських та докторських дисертацій, Центральної методичної комісії, терапевтичної методичної комісії, членом редакційних колегій медичних часописів: «Врачебная практика», «Клиническая и зкспериментальная медицина», «Медицина сегодня и завтра», «Український терапевтичний журнал».
Співавтор 270 наукових праць, у тому числі 3 монографій, 21 підручнику, учбового посібнику, 49 методичних розробок, 37 раціоналізаторських пропозицій.
Підготував 6 докторів і 18 кандидатів медичних наук.
Помер 6 листопада 2006 року, похований у Харкові.

## Наукові інтереси
- вивчення тонких нейрогуморальних механізмів тяжких, злоякісних порушень ритму у хворих з серцево-судинними захворюваннями
- диференційоване їх лікування з використанням медикаментозних, немедикаментозних (ультрафіолетове опромінювання аутокрові, лазерна, магнітно-резонансна терапія, кріотерапія, краніо-церебральна гіпотермія та ін.) та комбінованих методів.
- визначення чинників, що сприяють виникненню порушень ритмів серця, особливостей їх перебігу та лікування у хворих з хронічною бронхолегеневою патологією. запропонована оптимальна схема застосування ультрафіолетового опромінювання аутокрові у комплексній терапії порушень ритму серця і хронічних неспецифічних захворювань легенів.
- впроваджена диференційована програма лікування аритмій при різних захворюваннях, яка широко використовується в лікувальних закладах України
- механізми розвитку, профілактика, лікування ревматичних захворювань, вегетодисгормональних міокардіодистрофій.

## Найбільш вагомі публікації
- Малая Л.Т, Латогуз И. К., Микляев И. Ю., Визир А. Д. Ритмы сердца. — Харьков: Основа, 1993—656 с.
- Клінічна фармакологія. Навчальний посібник для студентів та інтернів мед. вузів та ін-тів удосконалення лікарів /За ред. І. К. Латогуза, Л. Т. Малої, А. Я. Циганенка в 2-х томах. — Харьков: Основа, 1995. том 1 — 523 с, том 2- 702 с.
- Диагностика и лечение ревматических болезней / В. Н. Коваленко, П. П. Гуйда, И. К. Латогуз. — Х. : Основа, 1999. — 287 c.
- Терапія в екстремальних умовах мирного та воєнного часу: Навч.-метод. посіб. Х., 1999;
- Практична аритмологія [Текст]: стислий посібник для лікарів / В. Ф. Москаленко, О. Д. Кучеренко, В. М. Погорєлов ; ред. І. К. Латогуз. — Тернопіль: ТДМУ «Укрмедкнига», 2000. — 149 с. : ил
- Фармакотерапія внутрішніх захворювань та їх невідкладних станів: Навч. посібник. / ред. І. К. Латогуза. Х. : Основа, 2001. 240 с.
- Фармакотерапія аритмій серця [Текст]: Учбовий посібник для студ. та лікарів-інтернів мед. і педіатр. ф-тів вищ. мед. навч. заклад / Ю. О. Капустник, М. Г. Бойко, І. К. Латогуз, Є. О. Курочка. — Полтава: АСМІ, 2002. — 336 с
- Аритмии, механизмы развития, диагностика и лечение / В. Ф. Москаленко, О. Д. Куче ренко, В. Н. Погорелов; Под ред. И. К. Латогуза.— К.: Здоров'я, 2001.— 200 с
- Клінічна фармакологія: Підруч. у 2 т. К., 2005 (співавт.).

## Нагороди
- Заслужений діяч науки і техніки України (1998)